# Lepidagathis lutescens
Lepidagathis lutescens är en akantusväxtart som beskrevs av Raymond Benoist. Lepidagathis lutescens ingår i släktet Lepidagathis och familjen akantusväxter. Inga underarter finns listade i Catalogue of Life.